# Лауферсвайлер
Лауферсвайлер (нем. Laufersweiler) — община в Германии, в земле Рейнланд-Пфальц. 
Входит в состав района Рейн-Хунсрюк. Подчиняется управлению Кирхберг.  Население составляет 841 человек (на 31 декабря 2010 года). Занимает площадь 6,79 км².